# Venterol (Alpes-de-Haute-Provence)
Pour l’article homonyme, voir Venterol (Drôme).
Venterol est une commune française, située dans le département des Alpes-de-Haute-Provence en région Provence-Alpes-Côte d'Azur.

## Géographie

### Communes limitrophes
Les communes limitrophes de Venterol sont Jarjayes, Valserres, Tallard et Lettret (ces quatre communes sont situées dans le département voisin des Hautes-Alpes), Piégut, Gigors, Faucon-du-Caire et Curbans (ces quatre dernières sont situées dans le département des Alpes-de-Haute-Provence).

### Géologie et relief
Le village est situé à 1 000 m d’altitude.

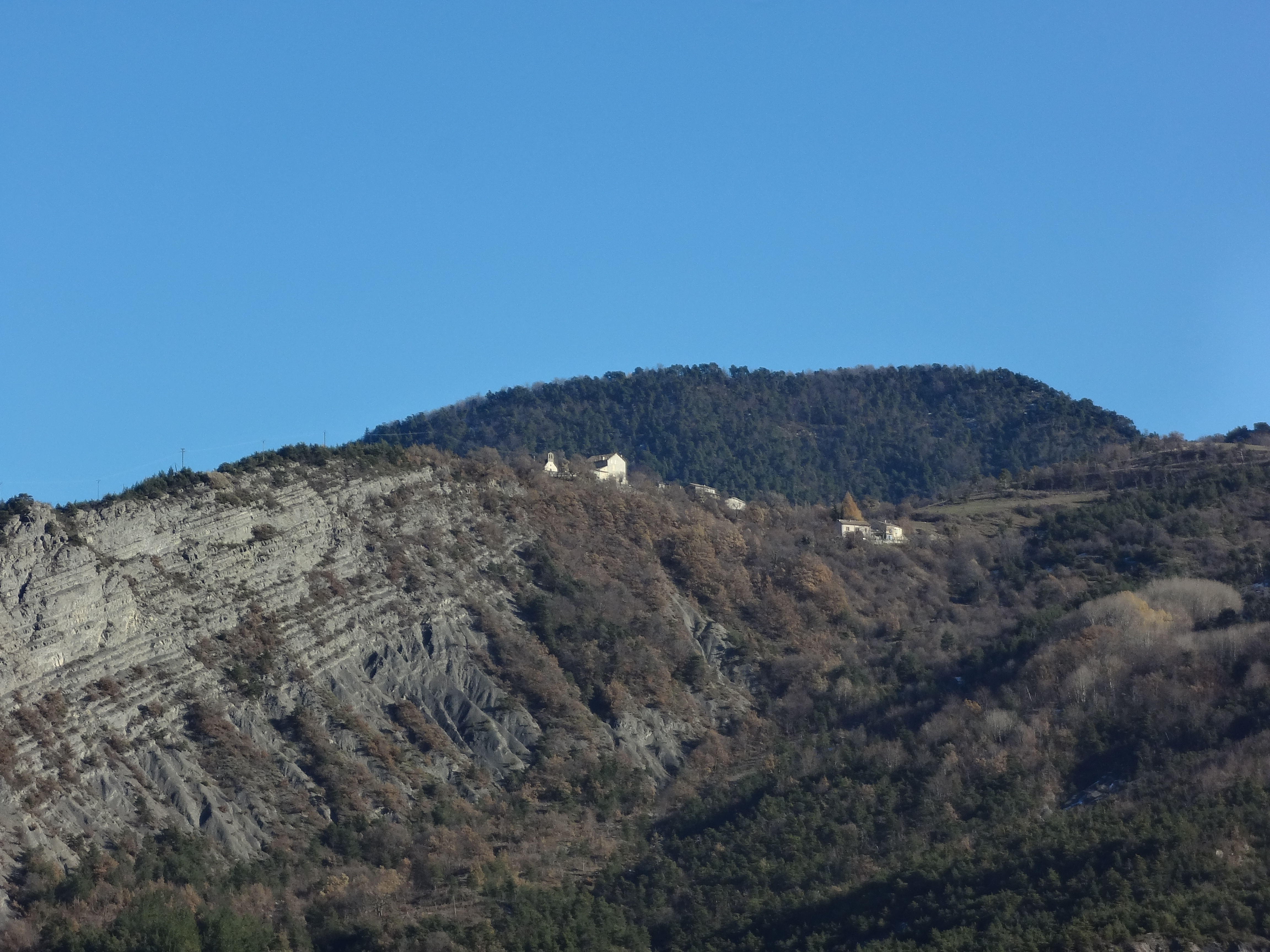
Adrech d’Urtis, très érodé.

Massif des Alpes et localisation des Préalpes de Digne

Le territoire se situe en limite est des Baronnies orientales, sur des formations calcaires provençales du Jurassique supérieur et du Crétacé inférieur (roches sédimentaires issues d'un ancien océan alpin), entre trois formations géologiques majeures des Alpes :
- la nappe de Digne à l'est[3], au niveau du lobe de Valavoire[4] : il s'agit d'une nappe de charriage, c'est-à-dire d'une dalle épaisse de près de 5 000 m qui s'est déplacée vers le sud-ouest durant l'Oligocène et la fin de la formation des Alpes. Les lobes (ou écailles) correspondent à la bordure découpée à l'ouest de la nappe ;
- la faille de la Durance au sud-ouest, dans la vallée ;
- le plateau de Valensole au sud-est : bassin molassique du Miocène et du Pliocène composé de roches sédimentaires détritiques (dépôts liés à l'érosion des montagnes apparues à l'Oligocène).

Lors des deux dernières grandes glaciations, la glaciation de Riss et la glaciation de Würm, la commune est entièrement recouverte par le glacier de la Durance.
Sommet :
- le Serre de Malemort (1 416 m).

### Climat
Pour des articles plus généraux, voir Climat de Provence-Alpes-Côte d'Azur et Climat des Alpes-de-Haute-Provence.
En 2010, le climat de la commune est de type climat de montagne, selon une étude du Centre national de la recherche scientifique s'appuyant sur une série de données couvrant la période 1971-2000. En 2020, Météo-France publie une typologie des climats de la France métropolitaine dans laquelle la commune est exposée à un climat de montagne ou de marges de montagne et est dans la région climatique Alpes du sud, caractérisée par une pluviométrie annuelle de 850 à 1 000 mm, minimale en été.
Pour la période 1971-2000, la température annuelle moyenne est de 8,9 °C, avec une amplitude thermique annuelle de 16,9 °C. Le cumul annuel moyen de précipitations est de 962 mm, avec 7,7 jours de précipitations en janvier et 5,7 jours en juillet. Pour la période 1991-2020, la température moyenne annuelle observée sur la station météorologique de Météo-France la plus proche, « Tallard », sur la commune de Tallard à 4 km à vol d'oiseau, est de 11,3 °C et le cumul annuel moyen de précipitations est de 766,0 mm. 
La température maximale relevée sur cette station est de 40 °C, atteinte le 28 juin 2019 ; la température minimale est de −20,5 °C, atteinte le 13 janvier 1987,,.
Les paramètres climatiques de la commune ont été estimés pour le milieu du siècle (2041-2070) selon différents scénarios d'émission de gaz à effet de serre à partir des nouvelles projections climatiques de référence DRIAS-2020. Ils sont consultables sur un site dédié publié par Météo-France en novembre 2022.

### Environnement
La commune compte 1 000 ha de bois et forêts, soit 44 % de sa superficie.

## Urbanisme

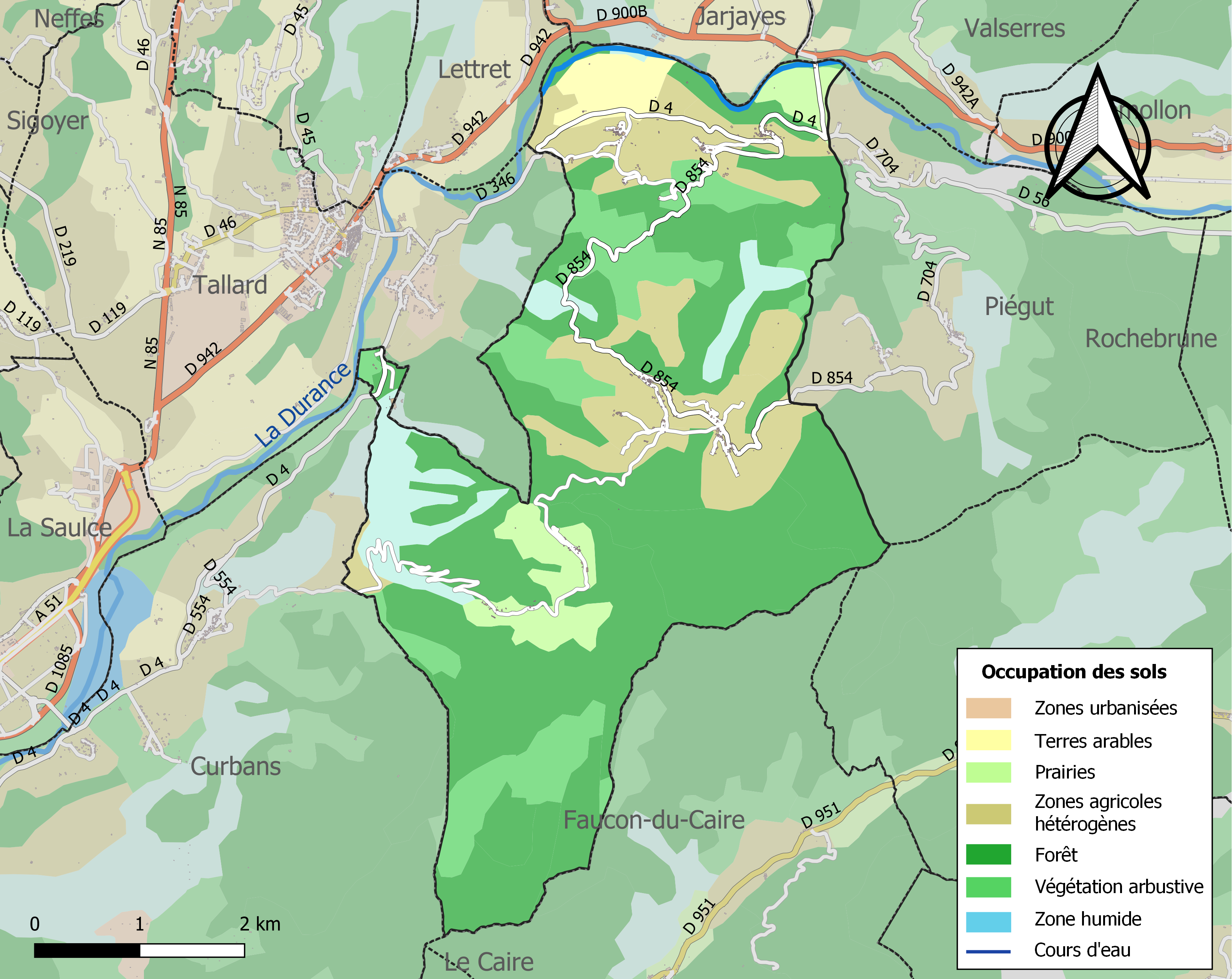
Carte de l'occupation des sols de la commune en 2018 (CLC).

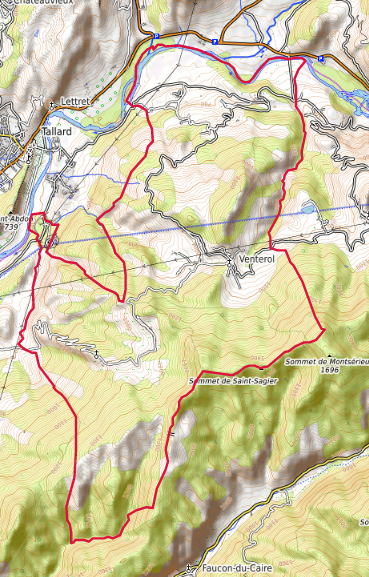
Carte topographique de la commune en 2021.

### Typologie
Au 1er janvier 2024, Venterol est catégorisée commune rurale à habitat très dispersé, selon la nouvelle grille communale de densité à 7 niveaux définie par l'Insee en 2022.
Elle est située hors unité urbaine. Par ailleurs la commune fait partie de l'aire d'attraction de Gap, dont elle est une commune de la couronne,. Cette aire, qui regroupe 73 communes, est catégorisée dans les aires de 50 000 à moins de 200 000 habitants,.

### Occupation des sols
L'occupation des sols de la commune, telle qu'elle ressort de la base de données européenne d’occupation biophysique des sols Corine Land Cover (CLC), est marquée par l'importance des forêts et milieux semi-naturels (73,7 % en 2018), en augmentation par rapport à 1990 (71,1 %). La répartition détaillée en 2018 est la suivante : 
forêts (54,5 %), zones agricoles hétérogènes (18,3 %), milieux à végétation arbustive et/ou herbacée (12,5 %), espaces ouverts, sans ou avec peu de végétation (6,7 %), prairies (5,5 %), terres arables (2,5 %).
L'évolution de l’occupation des sols de la commune et de ses infrastructures peut être observée sur les différentes représentations cartographiques du territoire : la carte de Cassini (XVIIIe siècle), la carte d'état-major (1820-1866) et les cartes ou photos aériennes de l'IGN pour la période actuelle (1950 à aujourd'hui).

### Habitat et logement
En 2020, le nombre total de logements dans la commune était de 188, alors qu'il était de 194 en 2015 et de 166 en 2010.
Parmi ces logements, 58,8 % étaient des résidences principales, 33,7 % des résidences secondaires et 7,5 % des logements vacants. Ces logements étaient pour 91,9 % d'entre eux des maisons individuelles et pour 7 % des appartements.
Le tableau ci-dessous présente la typologie des logements à Venterol en 2020 en comparaison avec celle des Alpes-de-Haute-Provence et de la France entière. Une caractéristique marquante du parc de logements est ainsi une proportion de résidences secondaires et logements occasionnels (33,7 %) supérieure à celle du département (30,8 %) et à celle de la France entière (9,7 %). Concernant le statut d'occupation de ces logements, 68,1 % des habitants de la commune sont propriétaires de leur logement (63,8 % en 2015), contre 59,4 % pour les Alpes-de-Haute-Provence et 57,5 pour la France entière.
| Typologie                                               | Venterol | Alpes-de-Haute-Provence | France entière |
| ------------------------------------------------------- | -------- | ----------------------- | -------------- |
| Résidences principales (en %)                           | 58,8     | 60,9                    | 82,1           |
| Résidences secondaires et logements occasionnels (en %) | 33,7     | 30,8                    | 9,7            |
| Logements vacants (en %)                                | 7,5      | 8,3                     | 8,2            |

### Transports

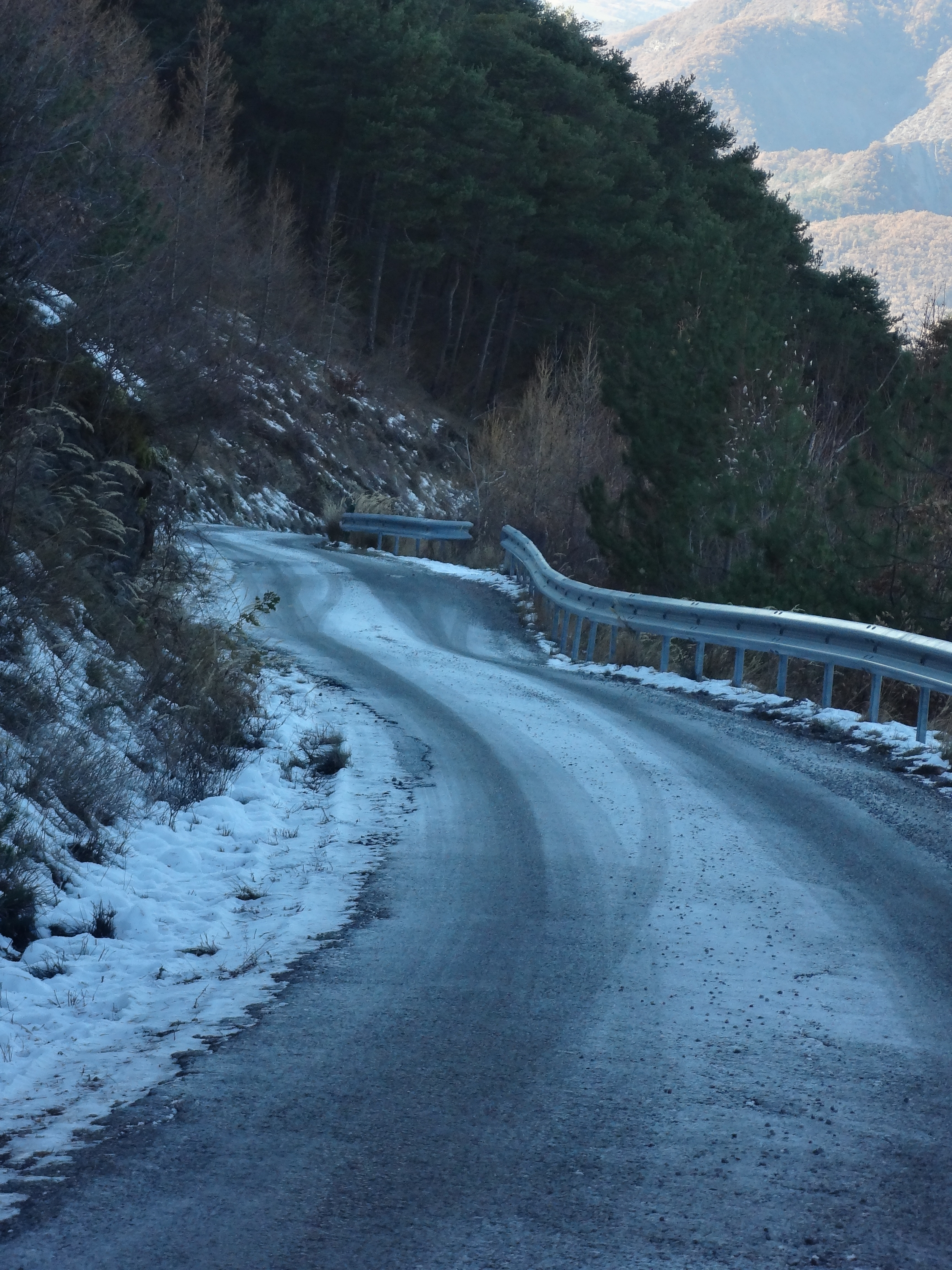
Certaines routes peuvent rester gelées une partie de l’hiver, comme celle qui donne accès à Urtis, sur un ubac.

Le territoire communal est traversé par la route départementale 854, reliant Piégut au hameau des Tourniaires, au nord de la commune. Dans ce hameau, elle croise la RD 4 reliant quelques hameaux du nord de Piégut à l'est et Tallard à l'ouest (sous le numéro RD 346). Cette route permet de rejoindre à Tallard l'autoroute A51 menant à Sisteron et à Marseille.

### Risques naturels et technologiques
Aucune des 200 communes du département n'est en zone de risque sismique nul. L'ancien canton de Turriers auquel appartient Venterol est en zone 1b (sismicité faible) selon la classification déterministe de 1991, basée sur les séismes historiques, et en zone 3 (risque modéré) selon la classification probabiliste EC8 de 2011. La commune de Venterol est également exposée à trois autres risques naturels :
- feu de forêt ;
- inondation ;
- mouvement de terrain.

La commune de Venterol est de plus exposée à un risque d’origine technologique, celui de rupture de barrage,,. Si cette rupture advenait, l’onde de submersion parcourrait les 13 kilomètres qui séparent le barrage de Serre-Ponçon de l’entrée dans la commune en environ 36 minutes, atteignant la sortie de la commune seize minutes plus tard. Les eaux continueraient de monter pendant environ une heure et dix-sept minutes (cinquante minutes à la sortie de la commune), pour atteindre la cote de 644 m NGF, soit une hauteur d’eau de 34 mètres (contre 22 à 25 mètres en sortie de commune). ce qui leur ferait atteindre approximativement le niveau de la RD 4.
Aucun plan de prévention des risques naturels prévisibles (PPR) n’existe pour la commune et le Dicrim n’existe pas non plus.
La commune a été l’objet d’un arrêté de catastrophe naturelle, en 2008, pour des inondations et des coulées de boue.

### Énergie

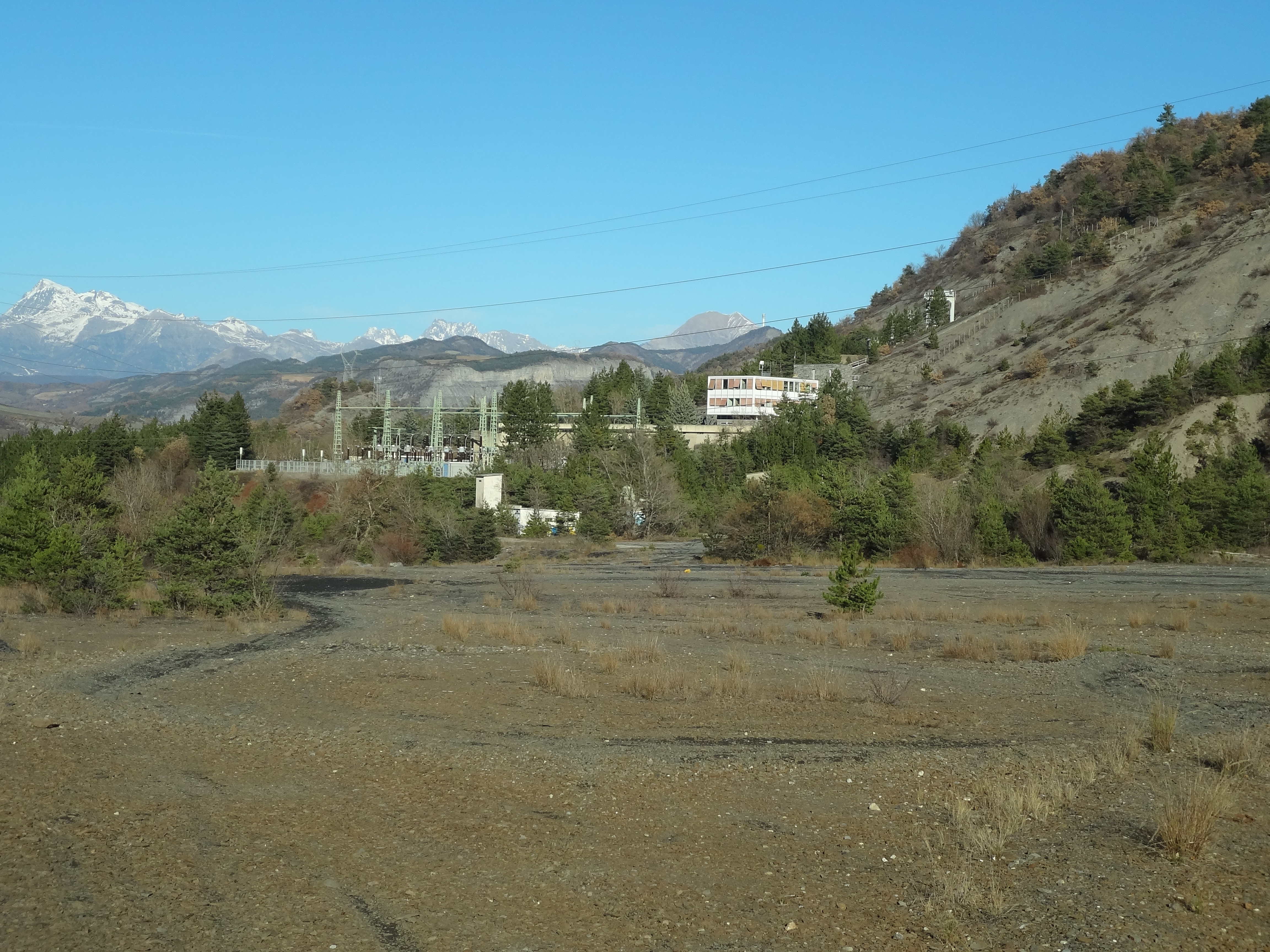
Le poste de transformation de la centrale de Curbans est situé dans une vallée de Venterol.

## Toponymie
Le nom du village, tel qu’il apparaît la première fois en 1045 (de Venterolo), fait l’objet de différentes interprétations :
- selon Charles Rostaing, il dérive du gaulois Vintur (formé des deux racines pour roc et montagne), hypothèse qui est confirmée par le site de construction de l’ancien village, sur un piton à 1 185 m d’altitude[25],[26] ;
- selon Ernest Nègre, il s’agit d’une variante masculine de l’occitan ventarolo, tourbillon, normalement féminin[27].

## Histoire

### Moyen Âge
La localité apparaît pour la première fois dans les chartes en 1045. À cette époque, le village est implanté sur la colline du Châtelard, sur un site perché cinq cents mètres au nord du village actuel. Le fief appartient d’abord à une dynastie autochtone, les Venterol au XIVe siècle, puis passe aux d’Oraison au siècle suivant, et les Philibert aux XVIIe et XVIIIe siècles. La mort de la reine Jeanne Ire ouvre une crise de succession à la tête du comté de Provence, les villes de l’Union d'Aix (1382-1387) soutenant Charles de Duras contre Louis Ier d'Anjou. Le seigneur de Venterol, Pierre Venterol, soutient le duc d’Anjou dès le printemps 1382, ce soutien étant conditionné à la participation du duc à l’expédition de secours à la reine puis se rallie aux carlistes (en mai) avant de prêter hommage en novembre 1385.
Au Moyen Âge, l’église Saint-Crépin dépendait de l’abbaye de Chardavon (actuellement dans la commune de Saint-Geniez), abbaye qui percevait les revenus attachés à cette église. Avec la peste, cette abbaye ne peut plus desservir la paroisse, et cette charge passe à l’abbaye Saint-Victor de Marseille à la fin du Moyen Âge.
La chapelle Saint-Jean-Baptiste des Tourniaires appartient aux Hospitaliers de Saint-Jean de 1215 à 1322
Un bac permettant de traverser la Durance est attesté en 1422 au lieu-dit Malcol, et dit Bac des Tourniaires : il permettait aux Hospitaliers de relier leur chapelle à leur établissement de Tallard, sur la rive opposée.
La communauté d’Urtis (de Urcia vers 1200, de Urteis en 1237) compte 20 feux au dénombrement de 1315. Inhabité en 1471, le village a 106 habitants en 1765. Les deux communautés relevaient de la baillie de Sisteron. Du côté d’Urtis, existait le fief indépendant de Villarzon, fief indépendant mais entre les mains des seigneurs d’Urtis. Le domaine constitué autour de Saint-Pons-de-Villarzon est vendu comme bien national à la Révolution.

### Révolution française et Empire
En 1793, le château est mis aux enchères pour démolition.

### Époque contemporaine
Le coup d'État du 2 décembre 1851 commis par Louis-Napoléon Bonaparte contre la Deuxième République provoque un soulèvement armé dans les Basses-Alpes, en défense de la Constitution. Après l’échec de l’insurrection, une sévère répression poursuit ceux qui se sont levés pour défendre la République : Venterol, avec deux habitants traduits devant la commission mixte, est relativement peu touchée.
Au XIXe siècle, Venterol est l’une des dernières communes de la région à ne pas s’être dotée d’une école : lors de l’enquête de 1863, elle est parmi les 17 communes du département (sur 245) à ne pas en posséder. Au même moment, Urtis en entretenait une (destinée aux garçons). Dans les deux communes, aucune école n’était ouverte pour les filles (obligatoire seulement pour les communes de plus de 800 habitants depuis la loi Falloux de 1850). Venterol ne s’équipe qu’avec les lois Jules Ferry, qui ouvrent également l’école aux filles.
La commune d’Urtis fusionne avec Venterol en 1963.

## Politique et administration

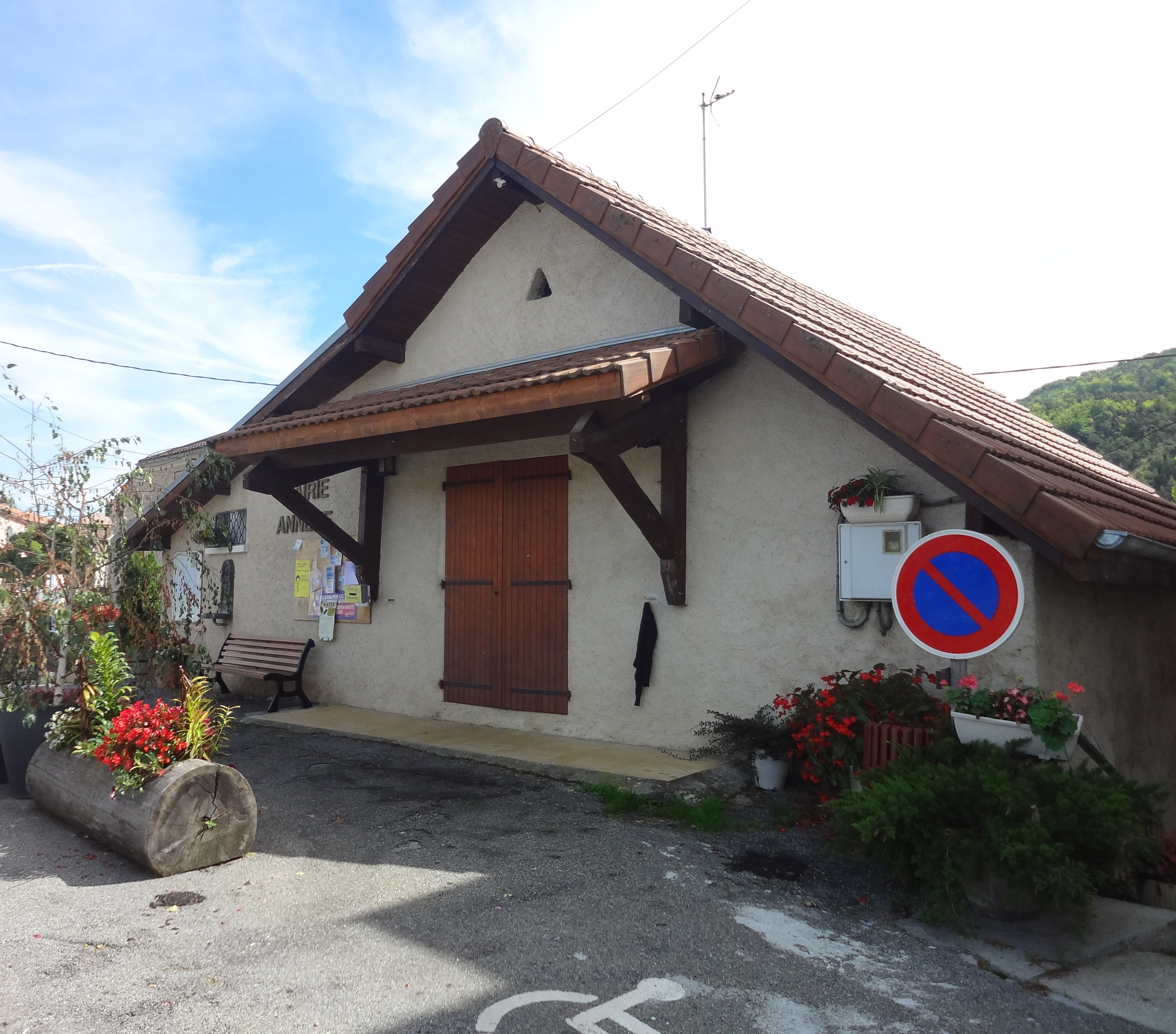
Mairie annexe aux Tourniaires.

### Rattachements administratifs et électoraux

#### Rattachements administratifs
La commune se trouve depuis 1926 dans l'arrondissement de Forcalquier du département des Alpes-de-Haute-Provence.
Elle faisait partie depuis 1793 du canton de Turriers. Dans le cadre du redécoupage cantonal de 2014 en France, cette circonscription administrative territoriale a disparu, et le canton n'est plus qu'une circonscription électorale.

#### Rattachements électoraux
Pour les élections départementales, la commune fait partie depuis 2014 du canton de Seyne
Pour l'élection des députés, elle fait partie de la deuxième circonscription des Alpes-de-Haute-Provence.

### Intercommunalité
Venterol était membre de la petite communauté de communes du Pays de Serre-Ponçon, un établissement public de coopération intercommunale (EPCI) à fiscalité propre créé fin 1994  et auquel la commune avait transféré un certain nombre de ses compétences, dans les conditions déterminées par le code général des collectivités territoriales.
Dans le cadre des dispositions de la loi portant nouvelle organisation territoriale de la République du 7 août 2015, qui prévoit que les établissements publics de coopération intercommunale (EPCI) à fiscalité propre doivent avoir un minimum de 15 000 habitants, cette intercommunalité a fusionné avec sa voisine pour former, le 1er janvier 2017, la communauté de communes Serre-Ponçon Val d'Avance, dont est désormais membre la commune.

### Administration municipale
Compte tenu de la population de la commune, son conseil municipal est constitué de 11 membres.

### Liste des maires
L'élection du maire est la grande innovation de la Révolution de 1789. De 1790 à 1795, les maires sont élus au suffrage censitaire pour deux ans. De 1795 à 1800, il n’y a pas de maires, la commune se contente de désigner un agent municipal qui est délégué à la municipalité de canton.
En 1799-1800, le Consulat revient sur l'élection des maires, qui sont désormais nommés par le pouvoir central. Ce système est conservé par les régimes suivants, à l'exception de la Deuxième République (1848-1851). Après avoir conservé le système autoritaire, la Troisième République libéralise par la loi du 5 avril 1884 l'administration des communes : le conseil municipal, élu au suffrage universel, élit le maire en son sein.
| Période                                  | Période                        | Identité      | Étiquette    | Qualité                                                 |
| ---------------------------------------- | ------------------------------ | ------------- | ------------ | ------------------------------------------------------- |
| Les données manquantes sont à compléter. |                                |               |              |                                                         |
|                                          |                                |               |              |                                                         |
| mai 1945                                 |                                | Laur Nuiry    |              |                                                         |
|                                          |                                |               |              |                                                         |
| avant 2005                               | mars 2008                      | Jean Philip   | RPR puis UMP | Cultivateur Conseiller général de Turriers (1994 → 2008 |
| mars 2008                                | mai 2020                       | José Sarlin,  | DVD          | Artisan                                                 |
| mai 2020                                 | automne 2023                   | Bernard Renoy | Horizons     | Médecin vétérinaire                                     |
| novembre 20230                           | En cours (au 30 novembre 2023) | Michel Philip |              | Agriculteur                                             |

## Équipements et services publics

### Enseignement
La commune est dotée d’une école primaire publique,.
Ensuite les élèves sont affectés au collège Marcel-Massot. Puis ils poursuivent au lycée de la cité scolaire Paul-Arène à Sisteron,.

### Santé
La commune ne dispose ni de structures ni de personnel médicaux. À proximité on trouve un cabinet médical de trois médecins en alternance à Tallard (à 4 km) et à La Saulce (à 7,3 km). La pharmacie se trouve également à Tallard. Le Centre Hospitalier Intercommunal des Alpes du Sud de Gap est le plus proche (12,7 km).

### Justice, sécurité, secours et défense
La commune fait partie de la juridiction prud'homale de Manosque, d’instance et de grande instance de Digne-les-Bains.

## Population et société

### Démographie

#### Venterol
Ses habitants sont appelés les Venterolais,.
L'évolution du nombre d'habitants est connue à travers les recensements de la population effectués dans la commune depuis 1765. Pour les communes de moins de 10 000 habitants, une enquête de recensement portant sur toute la population est réalisée tous les cinq ans, les populations de référence des années intermédiaires étant quant à elles estimées par interpolation ou extrapolation. Pour la commune, le premier recensement exhaustif entrant dans le cadre du nouveau dispositif a été réalisé en 2004.
En 2022, la commune comptait 226 habitants, en évolution de −9,24 % par rapport à 2016 (Alpes-de-Haute-Provence : +2,84 %, France hors Mayotte : +2,11 %).
Le tableau et le graphique qui suivent concernent la commune de Venterol jusqu'en 1963, puis la nouvelle commune de Venterol comprenant Urtis à partir de 1968.
| 1765 | 1793 | 1800 | 1806 | 1821 | 1831 | 1836 | 1841 | 1846 |
| ---- | ---- | ---- | ---- | ---- | ---- | ---- | ---- | ---- |
| 350  | 292  | 434  | 400  | 384  | 377  | 456  | 431  | 438  |

| 1851 | 1856 | 1861 | 1866 | 1872 | 1876 | 1881 | 1886 | 1891 |
| ---- | ---- | ---- | ---- | ---- | ---- | ---- | ---- | ---- |
| 431  | 442  | 403  | 364  | 351  | 351  | 328  | 324  | 296  |

| 1896 | 1901 | 1906 | 1911 | 1921 | 1926 | 1931 | 1936 | 1946 |
| ---- | ---- | ---- | ---- | ---- | ---- | ---- | ---- | ---- |
| 295  | 307  | 283  | 236  | 192  | 176  | 189  | 192  | 157  |

| 1954 | 1962 | 1968 | 1975 | 1982 | 1990 | 1999 | 2004 | 2006 |
| ---- | ---- | ---- | ---- | ---- | ---- | ---- | ---- | ---- |
| 137  | 150  | 134  | 131  | 115  | 142  | 197  | 195  | 188  |

| 2009 | 2014 | 2019 | 2022 | - | - | - | - | - |
| ---- | ---- | ---- | ---- | - | - | - | - | - |
| 249  | 248  | 226  | 226  | - | - | - | - | - |

| 1315    | 1471    |
| ------- | ------- |
| 55 feux | 15 feux |

L'histoire démographique de Venterol, après la saignée des XIVe et XVe siècles et le long mouvement de croissance jusqu'au début du XIXe siècle, est marquée par une période d'« étale » où la population reste relativement stable à un niveau élevé. Cette période dure de 1836 à 1856. L'exode rural provoque ensuite un mouvement de recul démographique de longue durée. En 1921, la commune a perdu plus de la moitié de sa population par rapport au maximum historique de 1836. Le mouvement de baisse ne s'interrompt définitivement que dans les années 1980, pour s'inverser depuis.

#### Urtis
| 1315    | 1471     | 1765 | 1793 | 1800 | 1806 | 1821 | 1831 | 1836 | 1841 |
| ------- | -------- | ---- | ---- | ---- | ---- | ---- | ---- | ---- | ---- |
| 20 feux | inhabité | 106  | 103  | 123  | 134  | 121  | 112  | 111  | 114  |

| 1846 | 1851 | 1856 | 1861 | 1866 | 1872 | 1876 | 1881 | 1886 | 1891 |
| ---- | ---- | ---- | ---- | ---- | ---- | ---- | ---- | ---- | ---- |
| 120  | 123  | 100  | 101  | 96   | 92   | 111  | 106  | 100  | 98   |

| 1896 | 1901 | 1906 | 1911 | 1921 | 1926 | 1931 | 1936 | 1946 | 1954 |
| ---- | ---- | ---- | ---- | ---- | ---- | ---- | ---- | ---- | ---- |
| 90   | 72   | 76   | 68   | 47   | 42   | 42   | 50   | 30   | 22   |

L’histoire démographique d’Urtis est marquée par la grande saignée des XIVe et XVe siècles qui détruit totalement la communauté.
Au XIXe siècle, Urtis connaît une période d’« étale » où la population reste relativement stable à un niveau élevé. Cette période est beaucoup plus longue qu’à Venterol, et dure de 1806 à 1881. L’exode rural provoque ensuite un mouvement de recul démographique de longue durée. Si le phénomène commence tardivement à Urtis, il n’en est pas moins rapide : dès 1921, la commune a perdu plus de la moitié de sa population par rapport au maximum historique de 1806. Le mouvement de baisse ne s'interrompant pas, la commune est rattachée à Venterol en 1963.

## Économie

### Agriculture
Les agriculteurs de la commune de Venterol ont droit à un label appellation d'origine contrôlée (AOC) (huile essentielle de lavande de Haute-Provence) et à neuf labels indication géographique protégée (IGP) (pommes des Alpes de Haute-Durance, miel de Provence, agneau de Sisteron, alpes-de-haute-provence (IGP) blanc, rouge et rosé et VDP de Méditerranée blanc, rouge et rosé).

Productions agricoles de Venterol.
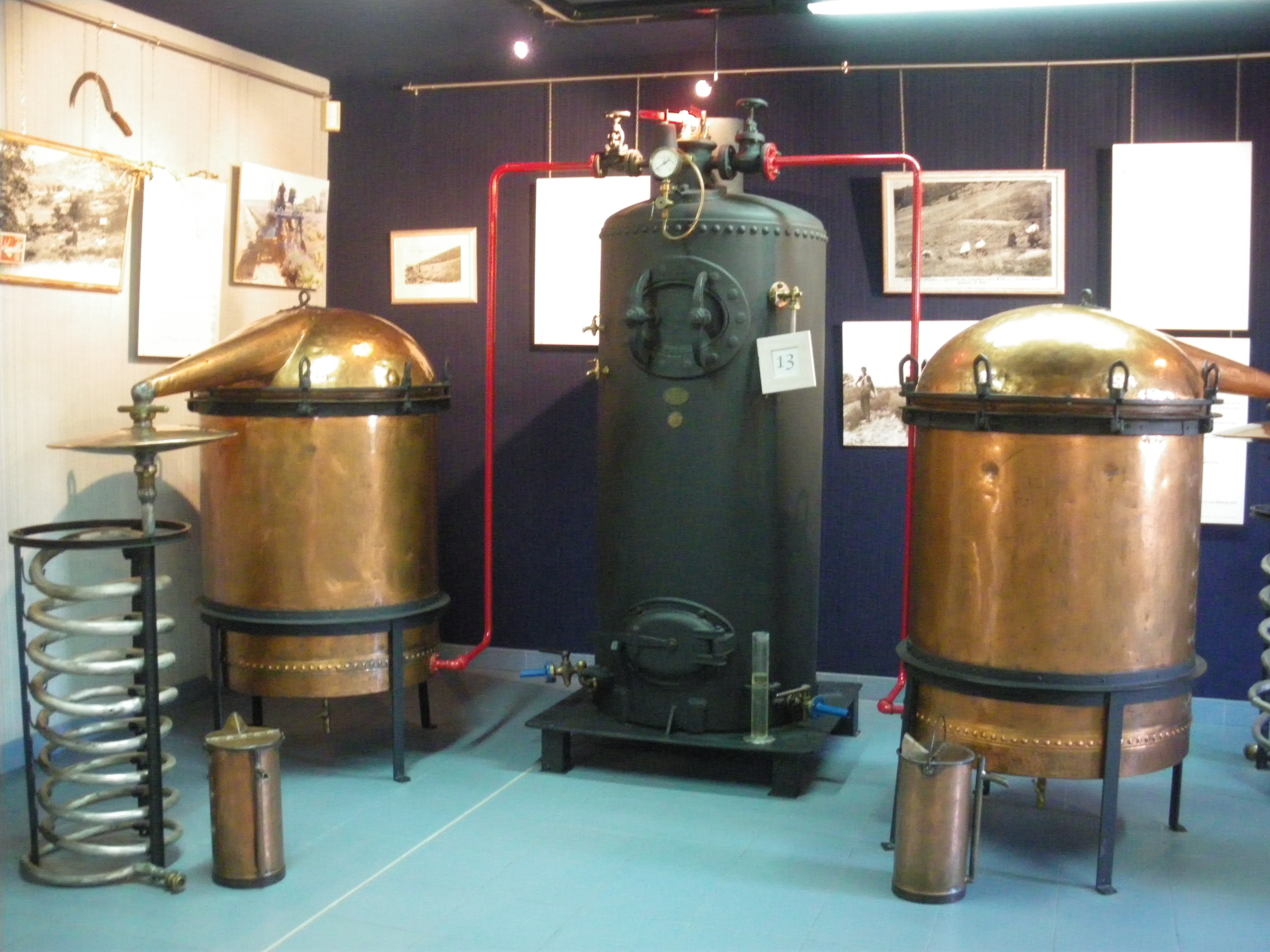
Alambics pour distiller la lavande.
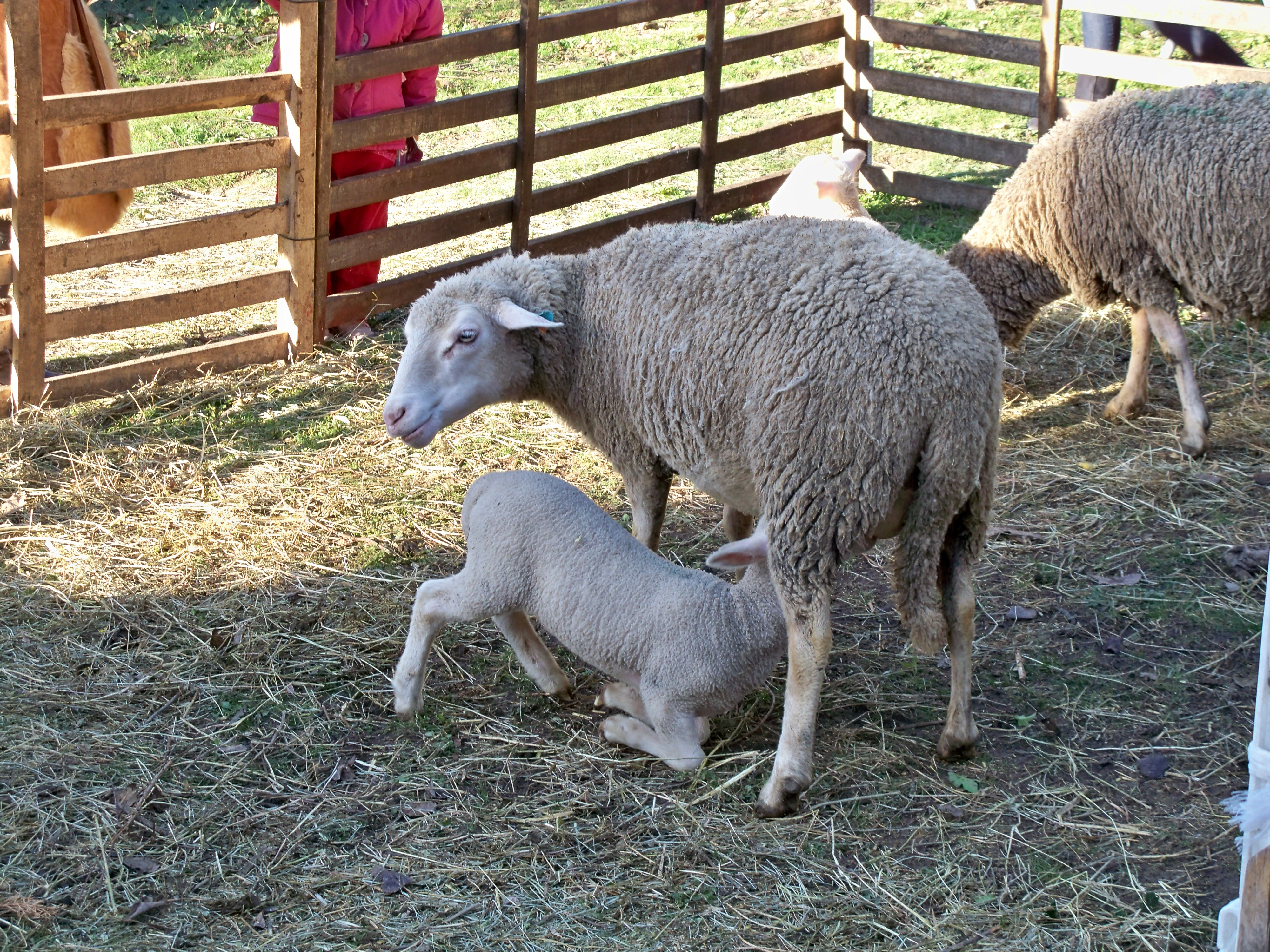
Agneau de Sisteron élevé sous sa mère.
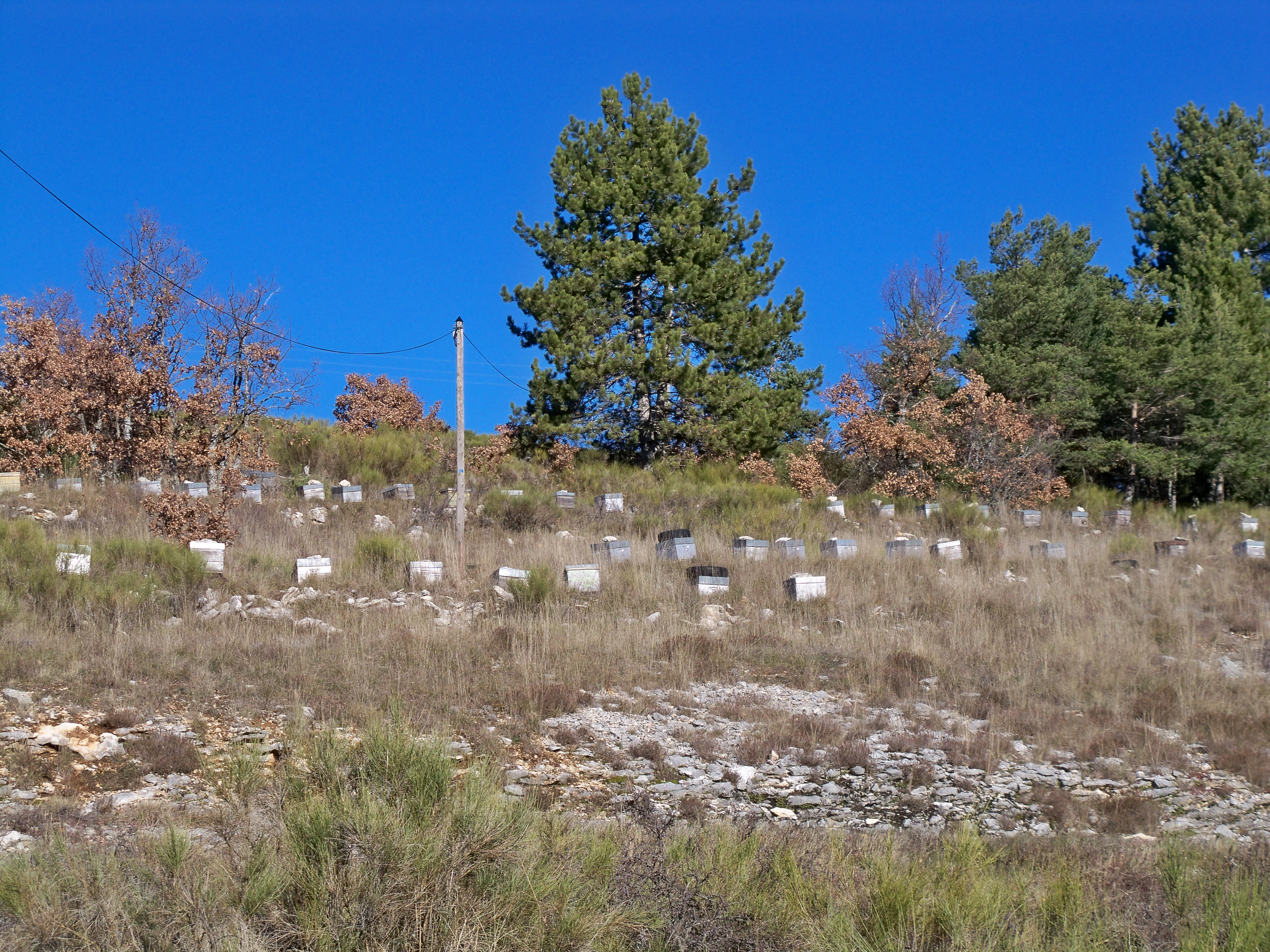
Ruches à la combe du Pommier.
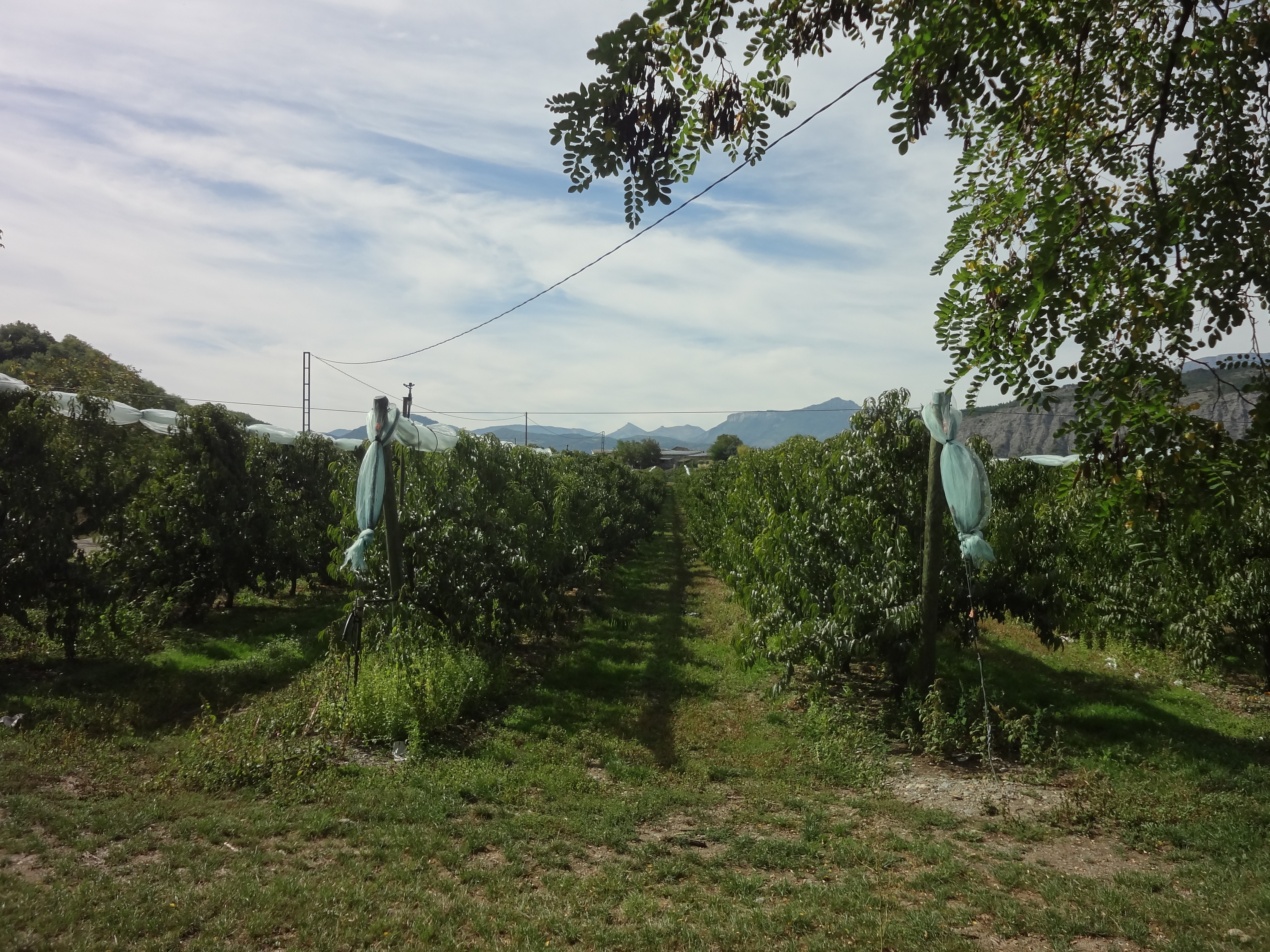
Verger à Venterol avec filets anti-grêle.

La viticulture est pratiquée dans la commune depuis très longtemps. Au début du XIXe siècle, une partie de la production était commercialisée dans les bourgs voisins, les vins de la commune jouissant d’une bonne réputation. Actuellement, cette culture subsiste mais uniquement de manière relictuelle, avec moins de 7 ha plantés en vigne,.

## Culture locale et patrimoine

### Lieux et monuments
- L'ancien pont suspendu sur la Durance, qui reliait le village à la vallée depuis 1865, était un des rares spécimens restants des premiers ponts suspendus sur la Durance (avec le pont de Fombeton à Valernes). Il a été démoli fin 2009, et un nouveau pont construit sur le même emplacement.

- L’église Saints-Crépin-et-Crépinien a été reconstruite, grossièrement (notamment la voûte en plein cintre), avec un bas-côté, à la fin du XVIe siècle[70].
- L’ancienne église paroissiale d’Urtis est sous le vocable de Saint-Maxime-de-Riez[28].
- L’église Saint-Jean-Baptiste au village des Tourniaires, de 50 m2, a une nef sans division en travées. Le plafond d’origine a été remplacé par une voûte, mais les murs trop faibles ont fléchi. L’édifice a été renforcé par un énorme contrefort et des tirants[28],[29].
- Ruines du château-fort des Venterol dit château Ratier (fin Moyen Âge).
- Château XVIIIe siècle à Urtis[28].
- Six oratoires.

Chapelles de Venterol.
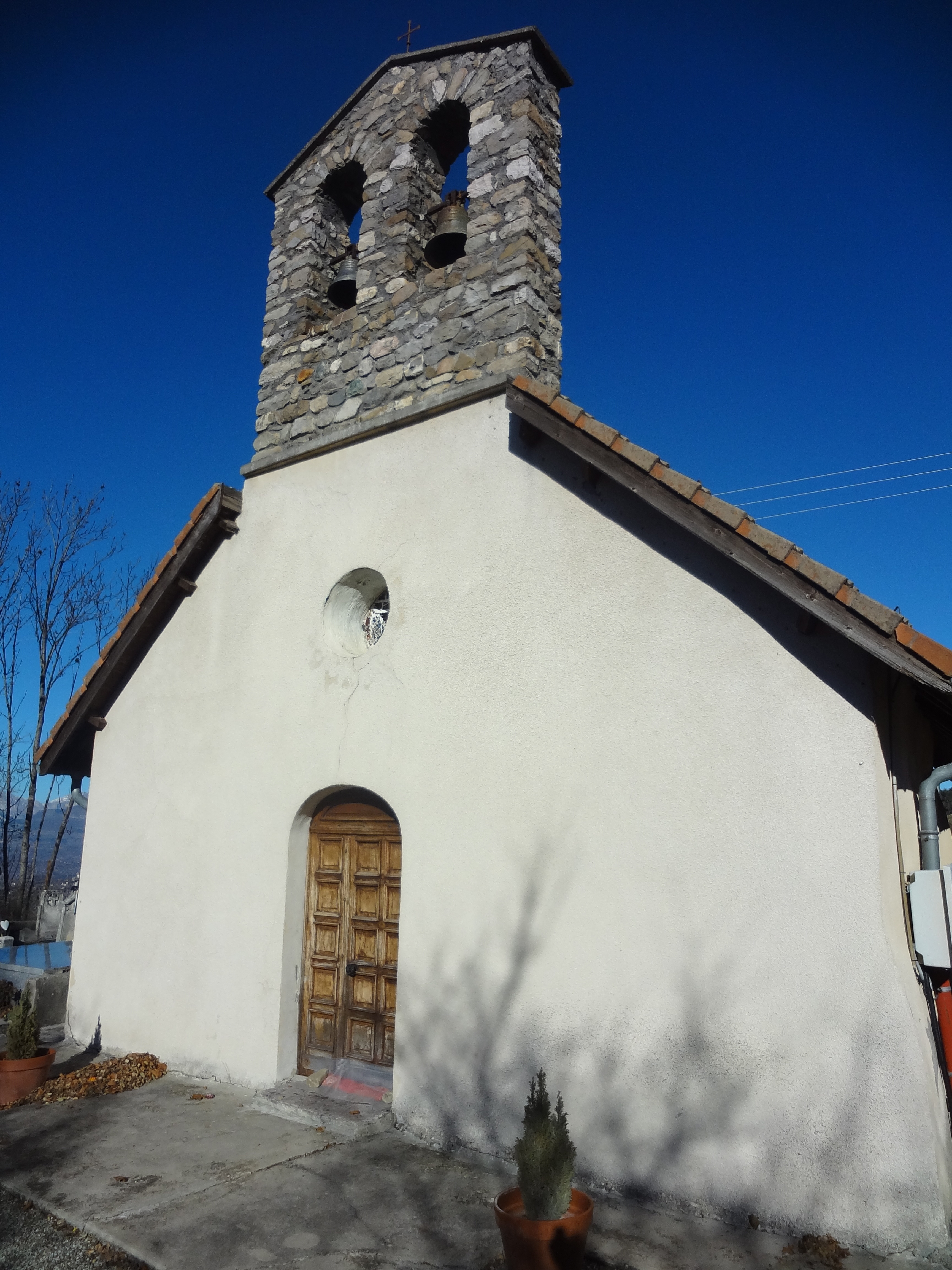
Chapelle Saint-Maxime de Riez d'Urtis.
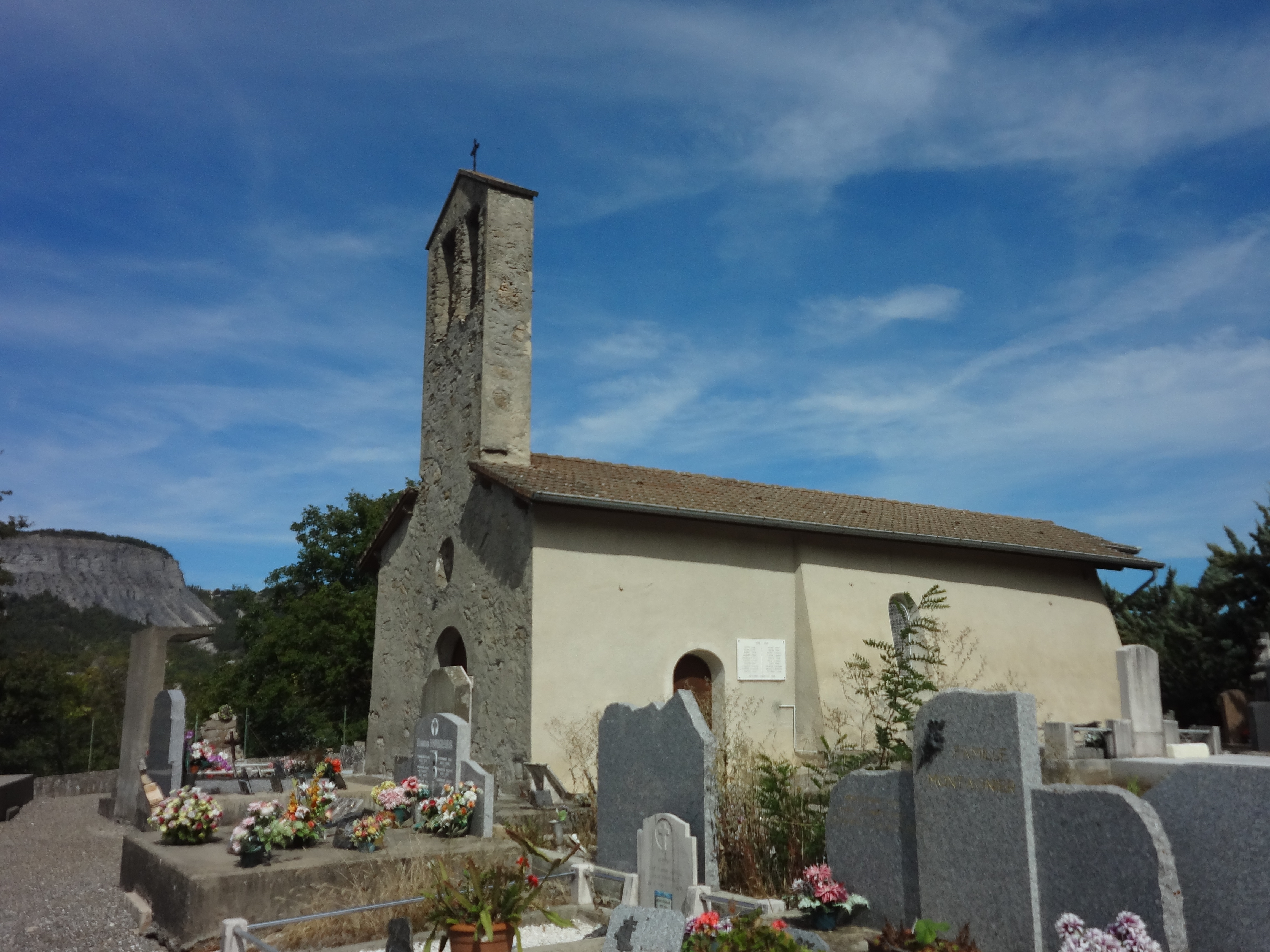
Chapelle Saint-Jean-Baptiste aux Tourniaires, avec son énorme clocher-mur.

### Héraldique
| Blason de Venterol | Blason  | De gueules au chevron d'argent, accompagné en chef de deux étoiles d'or et en pointe d'un croissant du même. |
| Blason de Venterol | Détails | Le statut officiel du blason reste à déterminer.                                                             |

## Pour approfondir